# Copa Libertadores Femenina 2017
La Copa Libertadores Femenina 2017, denominada oficialmente Copa Conmebol Libertadores Femenina 2017, fue la novena edición del torneo sudamericano de fútbol femenino a nivel de clubes, que se disputa por primera vez en Paraguay del 7 al 21 de octubre. En esta edición de la copa el campeón fue el Audax / Corinthians de Brasil, que logró su primer título de manera invicta.

## Formato
El torneo se lleva a cabo con los campeones de las diez asociaciones nacionales de la Conmebol, el campeón vigente y un cupo adicional para el país anfitrión. Los equipos se dividieron en 3 grupos, clasificando a semifinales los ganadores de cada grupo, más el mejor segundo.
Los cabezas de serie fueron los tres equipos paraguayos: el Club Sportivo Limpeño como anterior monarca del torneo, y los dos representantes del país sede.
El sorteo se llevó a cabo el 18 de septiembre de 2017 en Asunción, Paraguay.

## Equipos participantes
| País                               | Equipo                                           | Vía de clasificación |
| ---------------------------------- | ------------------------------------------------ | --- |
| Argentina 1 cupo                   | River Plate                                      | Campeón del Torneo argentino 2016-17                                                                                                |
| Bolivia 1 cupo                     | Deportivo ITA                                    | Campeón de Torneo Nacional de Clubes Campeones 2017                                                                                 |
| Brasil 1 cupo                      | Audax/Corinthians                                | Ganador de la Copa de Brasil 2016                                                                                                   |
| Chile 1 cupo                       | Colo-Colo                                        | Ganador de la Copa de Campeonas que se realizó entre el campeón del Apertura 2016 y el campeón del Clausura 2016                    |
| Colombia 1 cupo                    | Santa Fe                                         | Campeón de la Liga Profesional de Colombia 2017                                                                                     |
| Ecuador 1 cupo                     | Unión Española                                   | Campeón del Campeonato Ecuatoriano 2016                                                                                             |
| Paraguay 2 cupos + campeón vigente | Sportivo Limpeño Cerro Porteño Deportivo Capiata | Campeón vigente y campeón del Campeonato Paraguayo 2016 Subcampeón del Campeonato Paraguayo 2016 Cuadrangular Pre Libertadores 2017 |
| Perú 1 cupo                        | Universitario de Deportes                        | Campeón del Campeonato Peruano 2016                                                                                                 |
| Uruguay 1 cupo                     | Colón FC                                         | Campeón del Campeonato Uruguayo 2016                                                                                                |
| Venezuela 1 cupo                   | Estudiantes de Guárico                           | Ganador entre el campeón de la Liga Nacional de Venezuela 2016 y el campeón de la Superliga Femenina de Venezuela 2017              |

## Sedes
| Asunción                             | Asunción                               | Luque                                        | Villa Elisa                                  |
| ------------------------------------ | -------------------------------------- | -------------------------------------------- | -------------------------------------------- |
| Estadio La Arboleda Capacidad: 7.500 | Estadio Arsenio Erico Capacidad: 7.000 | Estadio General Adrián Jara Capacidad: 3.000 | Estadio Luis Alfonso Giagni Capacidad: 5.000 |
|                                      |                                        |                                              |                                              |

## Fase de grupos
Los horarios de los partidos serán a GMT-3, hora de Paraguay.

### Grupo A
| Equipo                 | Pts. | PJ | PG | PE | PP | GF | GC | DG |
| ---------------------- | ---- | -- | -- | -- | -- | -- | -- | -- |
| River Plate            | 7    | 3  | 2  | 1  | 0  | 4  | 2  | 2  |
| Unión Española         | 5    | 3  | 1  | 2  | 0  | 5  | 3  | 2  |
| Estudiantes de Guárico | 4    | 3  | 1  | 1  | 1  | 3  | 2  | 1  |
| Deportivo Capiatá      | 0    | 3  | 0  | 0  | 3  | 2  | 7  | -5 |

| 7 de octubre de 2017, 18:00 | River Plate      | 1:1 (1:0) | Unión Española    | Estadio Arsenio Erico, Asunción |                       |
|                             | Laura Romero 40' |           | Erika Vásquez 47' | Árbitra: Olga Miranda           | Árbitra: Olga Miranda |

| 7 de octubre de 2017, 20:30 | Deportivo Capiatá | 0:2 (0:0) | Estudiantes de Guárico                    | Estadio Arsenio Erico, Asunción |                               |
|                             |                   |           | Jeismar Cabeza 53' · Paola Villamizar 72' | Árbitra: María Belén Carvajal   | Árbitra: María Belén Carvajal |

| 12 de octubre de 2017, 08:15 | Estudiantes de Guárico | 1:1 (1:0) | Unión Española         | Estadio General Adrián Jara, Luque |                      |
|                              | Leury Basanta 18'      |           | Giannina Lattanzio 72' | Árbitra: Silvia Ríos               | Árbitra: Silvia Ríos |

| 12 de octubre de 2017, 10:30 | Deportivo Capiatá | 1:2 (1:1) | River Plate                   | Estadio General Adrián Jara, Luque |                            |
|                              | Paola Genes 3'    |           | Carolina Birizamberri 22' 58' | Árbitra: Elizabeth Tintaya         | Árbitra: Elizabeth Tintaya |

| 15 de octubre de 2017, 18:00 | Estudiantes de Guárico | 0:1 (0:0) | River Plate          | Estadio General Adrián Jara, Luque |                      |
|                              |                        |           | Mercedes Pereyra 86' | Árbitra: Edina Alves               | Árbitra: Edina Alves |

| 15 de octubre de 2017, 20:15 | Unión Española            | 3:1 (0:0) | Deportivo Capiatá        | Estadio General Adrián Jara, Luque |                         |
|                              | Madelin Riera 51' 56' 71' |           | Priscila Back 68' (pen.) | Árbitra: Yeimi Martínez            | Árbitra: Yeimi Martínez |

### Grupo B
| Equipo        | Pts. | PJ | PG | PE | PP | GF | GC | DG |
| ------------- | ---- | -- | -- | -- | -- | -- | -- | -- |
| Colo Colo     | 7    | 3  | 2  | 1  | 0  | 12 | 5  | 7  |
| Cerro Porteño | 7    | 3  | 2  | 1  | 0  | 7  | 3  | 4  |
| Universitario | 3    | 3  | 1  | 0  | 2  | 2  | 8  | -6 |
| Colón         | 0    | 3  | 0  | 0  | 3  | 3  | 8  | -5 |

| 8 de octubre de 2017, 18:00 | Colo Colo                                                                                                | 5:1 (2:1) | Universitario     | Estadio Luis Alfonso Giagni, Villa Elisa |                         |
|                             | Geraldine Leyton 8' · Bárbara Muñoz 41' · Nathalie Quezada 61' · Karen Araya 76' · Gloria Villamayor 85' |           | Pierina Núñez 32' | Árbitra: Yeimi Martínez                  | Árbitra: Yeimi Martínez |

| 8 de octubre de 2017, 20:15 | Cerro Porteño                              | 2:1 (0:0) | Colón              | Estadio Luis Alfonso Giagni, Villa Elisa |                      |
|                             | Ana Fleitas 56' (pen.) · Amada Peralta 80' |           | Catherin Berni 88' | Árbitra: Edina Alves                     | Árbitra: Edina Alves |

| 13 de octubre de 2017, 20:15 | Cerro Porteño                       | 2:2 (2:0) | Colo Colo                              | Estadio Arsenio Erico, Asunción |                                |
|                              | Ana Fleitas 13' · Amada Peralta 43' |           | Geraldine Leyton 54' · Karen Araya 78' | Árbitra: María Laura Fortunato  | Árbitra: María Laura Fortunato |

| 15 de octubre de 2017, 9:00 | Colón | 0:1 (0:0) | Universitario     | Estadio Arsenio Erico, Asunción |                         |
|                             |       |           | Pierina Núñez 89' | Árbitra: Sirley Cornejo         | Árbitra: Sirley Cornejo |

| 16 de octubre de 2017, 20:15 | Colón                                        | 2:5 (0:2) | Colo Colo                                                                  | Estadio Arsenio Erico, Asunción |                         |
|                              | Catherin Berni 58' · Crisbelis Abraham 90+2' |           | Gloria Villamayor 27' (pen.) 75' 89' · Bárbara Muñoz 28' · Camila Sáez 81' | Árbitra: Susana Corella         | Árbitra: Susana Corella |

| 17 de octubre de 2017, 10:30 | Universitario | 0:3 (0:1) | Cerro Porteño                                                  | Estadio Arsenio Erico, Asunción |                            |
|                              |               |           | Marlene Mendoza 21' · Amada Peralta 52' · Rebeca Fernandez 81' | Árbitra: Eyerlitz Escalona      | Árbitra: Eyerlitz Escalona |

### Grupo C
| Equipo            | Pts. | PJ | PG | PE | PP | GF | GC | DG  |
| ----------------- | ---- | -- | -- | -- | -- | -- | -- | --- |
| Audax/Corinthians | 9    | 3  | 3  | 0  | 0  | 10 | 2  | 8   |
| Santa Fe          | 4    | 3  | 1  | 1  | 1  | 12 | 6  | 6   |
| Sportivo Limpeño  | 4    | 3  | 1  | 1  | 1  | 8  | 5  | 3   |
| Deportivo ITA     | 0    | 3  | 0  | 0  | 3  | 4  | 21 | -17 |

| 12 de octubre de 2017, 18:00 | Santa Fe | 9:2 (4:2) | Deportivo ITA           | Estadio La Arboleda, Asunción |                            |
|                              | Catalina Usme 1' 16' 58' 76' · Oriana Altuve 23' 29' · Leicy Santos 69' · Carolina Pineda 89' · Melissa Herrera 90+3' |           | Maitté Zamorano 10' 39' | Árbitra: Eryelitz Escalona    | Árbitra: Eryelitz Escalona |

| 12 de octubre de 2017, 20:15 | Sportivo Limpeño | 0:2 (0:1) | Audax/Corinthians                           | Estadio La Arboleda, Asunción |                         |
|                              |                  |           | Paula Santiago 25' · Monique dos Santos 48' | Árbitra: Susana Corella       | Árbitra: Susana Corella |

| 14 de octubre de 2017, 18:00 | Audax/Corinthians                                                                                     | 6:1 (4:1) | Deportivo ITA       | Estadio La Arboleda, Asunción |                         |
|                              | Rosana dos Santos 1' · Amanda Brunner 9' 44' · Raquel dos Santos 30' 62' · Byanca Alves de Araujo 54' |           | Maitté Zamorano 42' | Árbitra: Zulma Quiñones       | Árbitra: Zulma Quiñones |

| 14 de octubre de 2017, 20:15 | Sportivo Limpeño      | 2:2 (2:1) | Santa Fe                             | Estadio La Arboleda, Asunción |                               |
|                              | Kennya Codner 34' 42' |           | Leicy Santos 29' · Oriana Altuve 50' | Árbitra: María Belén Carvajal | Árbitra: María Belén Carvajal |

| 17 de octubre de 2017, 18:00 | Audax/Corinthians | 2:1 (0:0) | Santa Fe                 | Estadio La Arboleda, Asunción |                         |
|                              | Grazielle 46' 48' |           | Oriana Altuve 57' (pen.) | Árbitra: Sirley Cornejo       | Árbitra: Sirley Cornejo |

| 17 de octubre de 2017, 20:15 | Deportivo ITA       | 1:6 (0:1) | Sportivo Limpeño                                                                                               | Estadio La Arboleda, Asunción |                            |
|                              | Maitté Zamorano 71' |           | Liz Peña 38' · Fabiola Sandoval 55' · Griselda Garay López 66' · María Belén Benítez 79' · Liza Larrea 85' 89' | Árbitra: Elizabeth Tintaya    | Árbitra: Elizabeth Tintaya |

### Mejor segundo
El mejor segundo de los tres grupos avanza a las semifinales.
| Equipo         | Gr | Pts. | PJ | PG | PE | PP | GF | GC | Dif |
| -------------- | -- | ---- | -- | -- | -- | -- | -- | -- | --- |
| Cerro Porteño  | B  | 7    | 3  | 2  | 1  | 0  | 7  | 3  | 4   |
| Unión Española | A  | 5    | 3  | 1  | 2  | 0  | 5  | 3  | 2   |
| Santa Fe       | C  | 4    | 3  | 1  | 1  | 1  | 12 | 6  | 6   |

## Etapa Final
|  | Semifinales       | Semifinales       | Semifinales       |                   |           | Final         | Final         | Final        |  |
|  |                   |                   |                   |                   |           |               |               |              |  |
|  |                   |                   |                   |                   |           |               |               |              |  |
|  | River Plate       | River Plate       | 0                 |                   |           |               |               |              |  |
|  | River Plate       | River Plate       | 0                 |                   |           |               |               |              |  |
|  | Colo Colo         | Colo Colo         | 2                 |                   |           |               |               |              |  |
|  | Colo Colo         | Colo Colo         | 2                 |                   | Colo Colo | Colo Colo     | 0 (4)         |              |  |
|  |                   |                   |                   |                   | Colo Colo | Colo Colo     | 0 (4)         |              |  |
|  |                   |                   | Audax/Corinthians | Audax/Corinthians | 0 (5)     |               |               |              |  |
|  | Audax/Corinthians | Audax/Corinthians | Audax/Corinthians | Audax/Corinthians | 0 (5)     | 3             |               |              |  |
|  | Audax/Corinthians | Audax/Corinthians |                   |                   |           | 3             |               |              |  |
|  | Cerro Porteño     | Cerro Porteño     | 0                 |                   |           | Tercer lugar  | Tercer lugar  | Tercer lugar |  |
|  | Cerro Porteño     | Cerro Porteño     | 0                 |                   |           | Tercer lugar  | Tercer lugar  | Tercer lugar |  |
|  |                   |                   |                   |                   |           |               |               |              |  |
|  |                   |                   |                   |                   |           | River Plate   | River Plate   | 2            |  |
|  |                   |                   |                   |                   |           | River Plate   | River Plate   | 2            |  |
|  |                   |                   |                   |                   |           | Cerro Porteño | Cerro Porteño | 1            |  |
|  |                   |                   |                   |                   |           | Cerro Porteño | Cerro Porteño | 1            |  |
|  |                   |                   |                   |                   |           |               |               |              |  |

### Semifinales
| 19 de octubre de 2017, 18:00 | River Plate | 0:2 (0:0) | Colo Colo                                   | Estadio Luis Alfonso Giagni, Villa Elisa |                         |
|                              |             |           | Yessenia Huenteo 48' · Geraldine Leyton 89' | Árbitra: Sirley Cornejo                  | Árbitra: Sirley Cornejo |

| 19 de octubre de 2017, 20:15 | Audax/Corinthians                                   | 3:0 (1:0) | Cerro Porteño | Estadio Luis Alfonso Giagni, Villa Elisa |                         |
|                              | Amanda Brunner 45' 89' · Byanca Alves de Araujo 60' |           |               | Árbitra: Susana Corella                  | Árbitra: Susana Corella |

### Tercer lugar
| 21 de octubre de 2017, 18:00 | River Plate                     | 2:1 (1:1) | Cerro Porteño        | Estadio Arsenio Erico, Asunción |                      |
|                              | Carolina Birizamberri 34' 90+2' |           | Rebeca Fernández 46' | Árbitra: Silvia Ríos            | Árbitra: Silvia Ríos |

### Final
| 21 de octubre de 2017, 20:15 | Colo Colo | 0:0 (4:5 p.)               | Audax/Corinthians | Estadio Arsenio Erico, Asunción |  |
|                              | |                            | | Árbitra: Eryelitz Escalona      |  |
|                              | | Tiros desde el punto penal | |                                 |  |
|                              | Gloria Villamayor · Karen Araya · Nathalie Quezada · Claudia Soto · Carla Guerrero · Camila Sáez · Rocío Soto |                            | Carina Gomes · Daiane Rodrigues · Kerolin Ferraz · Ingrid Frisanco · Byanca Alves de Araujo · Yasmim Assis Ribeiro · Ana Vitória Araujo |                                 |  |

|                                       |
| Bandera de Brasil                     |
| Campeón Audax/Corinthians 1.er título |

## Estadísticas
| Pos. | Equipo                 | Pts | PJ | PG | PE | PP | GF | GC | Dif. | Rend. |
| ---- | ---------------------- | --- | -- | -- | -- | -- | -- | -- | ---- | ----- |
| 1    | Audax/Corinthians      | 13  | 5  | 4  | 1  | 0  | 13 | 2  | 11   | 87%   |
| 2    | Colo Colo              | 11  | 5  | 3  | 2  | 0  | 14 | 5  | 9    | 73%   |
| 3    | River Plate            | 10  | 5  | 3  | 1  | 1  | 6  | 5  | 1    | 66%   |
| 4    | Cerro Porteño          | 7   | 5  | 2  | 1  | 2  | 8  | 8  | 0    | 47%   |
| 5    | Unión Española         | 5   | 3  | 1  | 2  | 0  | 5  | 3  | 2    | 56%   |
| 6    | Santa Fe               | 4   | 3  | 1  | 1  | 1  | 12 | 6  | 6    | 44%   |
| 7    | Sportivo Limpeño       | 4   | 3  | 1  | 1  | 1  | 8  | 5  | 3    | 44%   |
| 8    | Estudiantes de Guárico | 4   | 3  | 1  | 1  | 1  | 3  | 2  | 1    | 44%   |
| 9    | Universitario          | 3   | 3  | 1  | 0  | 2  | 2  | 8  | -6   | 33%   |
| 10   | Colón                  | 0   | 3  | 0  | 0  | 3  | 3  | 8  | -5   | 0%    |
| 11   | Deportivo Capiatá      | 0   | 3  | 0  | 0  | 3  | 2  | 7  | -5   | 0%    |
| 12   | Deportivo ITA          | 0   | 3  | 0  | 0  | 3  | 4  | 21 | -17  | 0%    |

### Goleadoras
| Jugadora              | Equipo           | Goles |
| --------------------- | ---------------- | ----- |
| Oriana Altuve         | Santa Fe         | 4     |
| Amanda Brunner        | Audax/Corinthias | 4     |
| Carolina Birizamberri | River Plate      | 4     |
| Catalina Usme         | Santa Fe         | 4     |
| Gloria Villamayor     | Colo Colo        | 4     |
| Maitté Zamorano       | Deportivo ITA    | 4     |
| Geraldine Leyton      | Colo Colo        | 3     |
| Amada Peralta         | Cerro Porteño    | 3     |
| Madelin Riera         | Unión Española   | 3     |

## Cobertura mediática
- Latinoamérica: Fox Sports 2, Fox Sports 3, Fox Sports Play y Facebook
- Argentina: TyC Sports y TyC Sports Play
- Brasil: Esporte Interativo
- Chile: LVP Sports y Facebook
- Paraguay: Tigo Sports, Tigo Sports Play y LaTele
- Uruguay: VTV